# Macrones brandoni
Macrones brandoni är en skalbaggsart som beskrevs av Mckeown 1938. Macrones brandoni ingår i släktet Macrones och familjen långhorningar. Inga underarter finns listade i Catalogue of Life.